# Hélder Manuel Elias Domingos
Hélder Manuel Elias Domingos (Torres Vedras, 18 d'agost de 1972) és un exfutbolista portugués, que ocupava la posició de migcampista.

## Trajectòria
Es va iniciar al Torreense de la seua ciutat natal, on va romandre fins a 1994 (comptant una breu estada al Farense la temporada 92/93). Eixe any passa a l'Sporting de Braga, i un any després al Boavista Futebol Clube. Va romandre tres temporades i mitja al club blanc-i-negre, fins que començada la campanya 98/99 fa el salt al Paris Saint-Germain FC de la Ligue 1 francesa.
Passaria any i mig al club francés. La temporada 00/01 canvia a la competició espanyola al signar pel Rayo Vallecano. El portugués seria un dels jugadors claus en l'equip madrileny del canvi de segle, ajudant a aconseguir la classificació per a competicions europees. Entre el 2000 i el 2004 va sumar 101 partits amb els vallecans, tot marcant dos gols.
Després d'un doble descens del Rayo, de Primera a Segona B, el migcampista va retornar al Torreense, on va militar dues campanyes abans de retirar-se el 2006.